# 平野步夢
平野步夢（日语：／ Hirano Ayumu */?，1998年11月29日—）是一位日本男子單板滑雪運動員，出生於新潟縣村上市。畢業於村上市立村上第一中學校，2014年冬奧後就讀於開志國際高等學校。2017年4月進入日本大學就讀。
2014年索契冬奧半管項目中，以年僅15歲又74天之齡奪得銀牌。成為日本冬季奧運史上最年輕的獎牌得主，同時也獲金氏世界紀錄認證。2022年北京冬奧單板滑雪半管項目中勇奪金牌。
哥哥平野英樹、弟弟平野海祝亦是單板滑雪選手。

## 荣誉

### 日本勋章奖章
- 紫绶褒章（2022年4月29日公布[7]）

## 外部連結
- 平野步夢的X（前Twitter）
- 平野步夢的Facebook專頁
- 平野步夢在國際滑雪總會
- 平野步夢在国际奥林匹克委员会的资料
- 平野步夢在Sports Reference
- 平野步夢在世界極限運動會
- PSA ASIA Official Website - 平野 歩夢
- BURTON TEAM RIDER スノーボード・ハーフパイプ 平野歩夢 公式プロフィールムービー「THE STORY OF AYUMU HIRANO」公開  （页面存档备份，存于）